# 圣维多利亚-杜帕尔马
圣维多利亚-杜帕尔马是巴西南大河州的一个市镇。总面积5244.177平方公里，总人口31180人，人口密度5.9人/平方公里。